# Нова-Глория
Нова-Глория (порт. Nova Glória)  —  муниципалитет в Бразилии, входит в штат Гояс. Составная часть мезорегиона Центр штата Гойас. Входит в экономико-статистический  микрорегион Серис. Население составляет 9268 человек на 2006 год. Занимает площадь 412,975 км². Плотность населения — 22,4 чел./км².

## История
Город основан 10 июня 1983 года.

## Статистика
- Валовой внутренний продукт на 2003 год составляет 60 376 496,00 реалов (данные: Бразильский институт географии и статистики).
- Валовой внутренний продукт на душу населения на 2003 год составляет 6620,96 реалов (данные: Бразильский институт географии и статистики).
- Индекс развития человеческого потенциала на 2000 год составляет 0,724 (данные: Программа развития ООН).

## География
Климат местности: умеренный.